# Costrada de Puentedeume

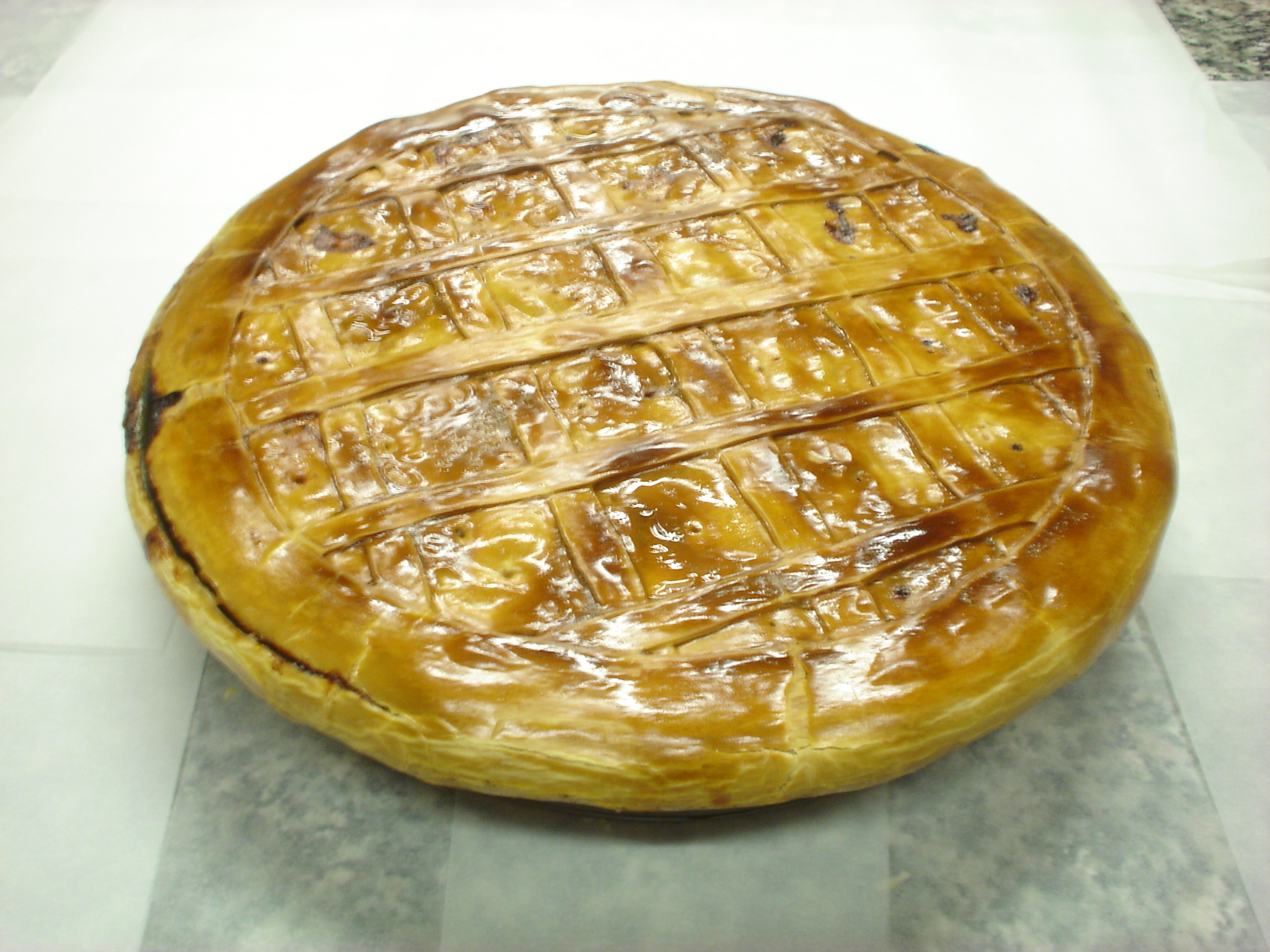
Costrada

La costrada es una especie de empanada gallega típica de la villa de Puentedeume. Cuenta una tradición eumesa que la receta de la costrada procede de una comunidad de monjes de Italia, pertenecientes quizás a la orden de San Agustín, que trajo al refectorio del monasterio de Caaveiro en el siglo XII.

## Descripción
Está formada por varias capas de carne (pollo, lomo y jamón habitualmente), o pescado y marisco (rodaballo y vieiras), separadas por una masa especial. Es un producto relativamente caro por los ingredientes y la dificultad de la elaboración y la lentitud de la preparación.

## Ingredientes (costrada de carne)
- Harina de trigo
- 750 gr de pollo deshuesado
- 750 gr de rajo de cerdo
- 300 gr de jamón serrano
- 1 taza de grasa de cerdo
- 2 limones
- 1 kg de cebollas
- 1 cucharada de pimiento dulce
- 1 bote de pimientos morrones
- 1 huevo
- 1 cabeza de ajo
- 4 ramas de perejil
- Sal